# Rakovnica
Rakovnica est un village de Slovaquie situé dans la région de Košice.

## Histoire
La première mention écrite du village en 1327.
La localité fut annexée par la Hongrie après le premier arbitrage de Vienne le 2 novembre 1938. En 1938, on comptait 610 habitants dont 3 d'origine juive. Elle faisait partie du district de Rožňava (hongrois : Rozsnyói járás). Le nom de la localité avant la Seconde Guerre mondiale était Rekeňa. Durant la période 1938 - 1945, le nom hongrois Rekenyeújfalu était d'usage. À la libération, la commune a été réintégrée dans la Tchécoslovaquie reconstituée.

## Démographie

### Évolution de la population
| Année:               | 1994. | 2004.   | 2014.   | 2024.   |
| -------------------- | ----- | ------- | ------- | ------- |
| Nombre de personnes: | 602   | 586     | 591     | 570     |
| Différence:          |       | -2,65 % | +0,85 % | -3,55 % |

| Année:               | 2023. | 2024.   |
| -------------------- | ----- | ------- |
| Nombre de personnes: | 577   | 570     |
| Différence:          |       | -1,21 % |